# فرهنگ گرجی
فرهنگ گرجی فرهنگ مردم گرجی، فرهنگ غالب کشور گرجستان و عنصر اصلی فرهنگ قفقاز است که وجوه مشترکی نیز با فرهنگ‌های سایر اقوام قفقاز داراست. در فرهنگ گرجی، عشق به میهن، تکلم به زبان مادری و پایبندی به دین نیاکان جایگاه ویژه‌ای دارد.

## اطّلاعات کلّی فرهنگی
آثار فرهنگ مادی گواه بر سطح بالایی از هنر معماری و ساختمان سازی، زرگری، نقاشی و شیشه‌گری است. پیشرفت‌های فرهنگی و قدرت اقتصادی در حفاری متسختا - آرمازی، اوپلیستسیخه، وانی و تسیخه گوجی، مورد تأیید قرار می‌گیرد. فرهنگ مادی دوره‌ای که در ناحیه‌ای شکل گرفته‌است، آثار معماری آن توسط عظمت و لطافت شکل آن‌ها، متمایز می‌شود. قابل ملاحظه است که در متسختا اداره‌ای برای معماران و هنرمندان برجسته وجود داشت. از آثار ارزندهٔ قلعهٔ آرمازی ارگ شاه‌نشین است که باید مستثنی شود. از این نوع قلعهٔ بزرگ دیگری در روستاهای تسیتاموری در ناحیهٔ متسختا است؛ که به نام زدان - تسیخه شناخته می‌شود و مؤلفان خارجی آن را سئوسامورا نام برده‌اند. بقعهٔ اعضای خانوادهٔ سلطنتی و اشراف که در متسختا یافت شده‌اند، نمونهٔ کاملی از آثار معماری‌اند. زیورآلات طلایی که سنگ‌های قیمتی در آن کارگذاشته شده، یعنی انگشتر، گوشواره، دستبند، آویزها، منجق‌ها، الماس‌ها و… در آن جا یافت شده‌اند که کارهای اصلی هنر جواهر کاری است.
به موازات هنر زرگری، حرفه‌های دیگری توسعه پیدا کرد: توسعه آجر، ظروف شیشه‌ای، سلاح‌های فلزی و.. دولت وقدرت فرهنگی کارتلی در دورهٔ کلاسیک یکی از عوامل اصلی در فرایند شکل‌گیری فرهنگ گرجی بوده. در آن زمان بود که به‌طور مساعدی ثبات ملیت «گرجی» شکل گرفت، که متعاقباً نقش یک وسیلهٔ پیوند در آفرینش گرجی را بازی کرد. این فرایند کمی بعد تکمیل شد - در زمان گسترش نفوذ کلیسای مسیحی در سراسر گرجستان – و ظهور یک دولت واحد گرجی.
در سال‌های ۳۳۰ میلادی، مسیحیت به عنوان دین رسمی و دولتی گرجستان اعلام شد، این دوره بر آغاز توسعهٔ فراوان هنر و ادبیات دلالت دارد. اعضای انجمن‌های عالی رتبه کارتلی و اگریسی، با ادبیات و فلسفهٔ شرق و غرب به خوبی آشنایی داشتند. در میان آن‌ها دانشمندان و فیلسوفان والا مقامی چون: پیتر ایبریایی و ایوانه لازی (قرن ۵) وجود داشتند. مراکز فرهنگی و هدایت افکار نیز در گرجستان به وجود آمده بود که بعضی از آن‌ها اهمیت بین‌المللی داشتند. در قرن ۴ مکتب علم معانی بیان و فلسفه در نزدیکی پوتی امروزی شکل گرفت. در کنار نخبگان محلی، دانشجویانی از خارج نیز برای آموختن به این مدرسه می‌آمدند. این مدرسه همچنین محل تحصیل فیلسوف و ناطق مشهور یونانی تمیستیوس بود که می‌گوید پدرش اوگئیوس نیز، دانش را در همین مدرسه به دست آورد.
مسیحیت، ادبیات کهن گرجی را نابود کرد و شروع به ایجاد ادبیات مربوط به خود کرد؛ که اغلب شامل آثار ترجمه شده بود. قدیمی‌ترین کتاب‌ها و سپس انجیل‌ها و «وصیت‌نامه قدیمی» از منشأ یونانی و سریانی ترجمه شدند. به زودی کارهای اصلی، اغلب تاریخ انبیا و قدیسین ظاهر شدند. «شهادت شوشانیک» قدیمی، در قرن ۵ میلادی نوشته شده بود. چنین کار دیگری از نویسنده‌ای گمنام تحت عنوان «در شهادت استاته مسختی» از قرن ۶ رسیده‌است.
آثار معماری کلیسایی و نیز تعداد ساختمان‌های غیر مذهبی (برای مثال قلعه اوجارما) تا امروز پابرجا مانده‌اند. کلیساهایی که با سبک بازیلیک در بولنیسی و اوربنیسی وجود دارند، به قرن ۵ میلادی تعلق دارند و گنبد چلیپایی کلیسای «جواری» پایان قرن ۶ و آغاز قرن ۷ میلادی در نزدیکی متسختا، در محل تلاقی رودهای آراگوی و متکواری ساخته شده‌اند که از آثار ارزشمند معماری هستند. در تاریخ این آثار به قرن ۵ و ۶ میلادی برم می‌گردد که گواه بر سطح بالای هنر معماری در گرجستان است.
قرن‌های ۱۱ و ۱۲ میلادی شاهد سطح بالای از توسعهٔ فرهنگ گرجستان فئودالی از جمله فلسفه، تاریخ، ادبیات، معماری، نقاشی مینیاتور، فلزکاری و سفالگری بود. منظومهٔ عظیم حماسی شوتا روستاولی به نام «پلنگینه پوش» در پایان قرن ۱۲ و آغاز قرن ۱۳ سروده شده‌است. کارهای ادیبانه و عالمانه‌ای در مراکز فرهنگی گرجستان در داخل و خارج کشور به نمایش درمی‌آمد. فرهنگ بسیار توسعه یافتهٔ قرن ۱۲ گرجستان در دورهٔ پیش تدارک دیده شده بود. صومعه ایورون در آتن، صومعهٔ گرجی در کوه سیاه، صومعه صلیب در فلسطین، صومعه پتریتسیونی در بلغارستان، مراکز گرجی بودند که در آن‌ها کارهای علمی و فرهنگی عمیقی انجام می‌شد.
فرهنگ کشور با توسعهٔ تعلیم و تربیت که به ترقی قابل ملاحظه‌ای در دورهٔ مورد بررسی نائل شده بود، دست یافته بود. مدارس عموماً وابسته به کلیساها و صومعه‌ها بودند. نظام تعلیم و تربیت گرجستان در حقیقت کاملاً تابع ایدئولوژی مسیحیت بود. این موضوع که مدارس ابتدای در بسیاری از شهرها، در کنار مدارس روحانی فعالیت داشتند، به اثبات می‌رسد. مدارس تحت سرپرستی کلیساها و صومعه‌ها، رسمی بودند، موضوعاتی که در آن‌ها تدریس می‌شد عبارت بودند از:الهیات، سروده‌های مذهبی و استنتاخ تألیفات گرجی. در عین حال، فرزندان اعضای خاندان سلطنتی و فئودال‌ها توسط معلمان خصوصی آموزش می‌دیدند. بزرگ‌ترین کلیساها نه تنها برای فعالیت‌های آیین دینی، بلکه به عنوان مراکز و مدارس تعلیم و تربیت در خدمت بودند.
آشنایی نزدیک با سیستم آموزش بیزانس، نقش مهمی را در توسعه مدارس آموزشی در قرن ۱۱ و ۱۲ دارا بوده‌است. بسیاری از گرجی‌ها در بیزانس آموزش دیده بودند، در نتیجه تعدادی از آنان عالمان و ادیبان برجسته‌ای بودند.
در زمان داویت چهارم، مدارس و فرهنگستان‌های بسیاری در گرجستان وجود داشت که از میان آن‌ها «گلاتی» (غرب گرجستان) جایگاه ویژه‌ای داشت. مورخان آن زمان دربارهٔ فرهگستان گلاتی نوشته‌اند: «این فرهنگستان در نوع خود اورشلیم دوم برای یادگیری و آموزش ارزشمند دانش است. آتن دوم و اولین مرکز فوق العادهٔ گستردهٔ قوانین الهی و همه شکوه و جلال کلیسایی است». فرهنگستان گلاتی جزو نخستین‌ها بود که در دورهٔ فئودالیسم تأسیس شده بود. این فرهنگستان نیازهای علمی روز را پاسخ می‌داد و همواره حرکاتی ایدئولوژیک داشت که راه رنسانس گرجستان را، پیش‌بینی کرده بود. در کنار گلاتی، مراکز فرهنگی - روشنگری و علمی دیگری نیز در گرجستان آن زمان وجود داشت. در ایقالتو (شرق گرجستان) نیز مدرسه عالی وجود داشت. موس و اولین رئیس فرهنگستان، آرسن ایقالتوئلی بود که در سال‌های ۱۱۲۰ از گلاتی به ایقالتو آمده بود. از دیگر مراکز آموزش عالی می‌توان از ساخت یک فرهنگستان در گرمی در کاختی (شرق گرجستان) نام برد. کارهای ادبی عمیق، فلسفی و ترجمه در مراکز فرهنگی. آموزشی در خارج از گرجستان انجام می‌شد. در این دوره تعدادی کارهای اساسی نوشته شدند و آثار مهم فرهنگ جهان به زبان گرجی ترجمه شد که پیشرفت علم و ادبیات ملی را تسهیل کردند.

## سیر تحوّلات فرهنگی
گرجستان در حد فاصل دو قارهٔ اروپا و آسیا قرار گرفته‌است و تأثیر این موقعیت جغرافیایی در شکل‌گیری تمدن مردم گرجستان تبلوری از نفوذ فرهنگ‌های شرقی و غربی است. در روزگاران کهن، ساکنان این کشور با مناطق همجوار خود منطقهٔ فرهنگی واحدی را تشکیل می‌دادند که به فرهنگ «کورا - ارس» معروف معروف بود.
گرجی‌ها خود را کارتوِلی می‌نامند. ریشهٔ اصلی این نام را باید در نواحی مرکزی گرجستان شرقی جستجو کرد. کارتولی یعنی کسی که در کارتلی زندگی می‌کند. در طی قرون و اعصار این نام پایه و اساسی برای شکل‌گیری واژهٔ مرکب «ساکارتْوِلُ» شد که نام گرجستان در زبان گرجی است و به معنی محل زندگی مردم گرجی می‌باشد.
گرجی‌ها از اواخر دوران پارینه سنگی در سرزمین‌های قفقاز جنوبی می‌زیسته‌اند و در همین سرزمین‌ها بود که ساختار ملت گرجی شکل گرفت این ملت از قبایل گوناگون کارتولی تشکیل شده بود. جمعیت آنان به تدریج افزایش یافته و در نتیجه در بخش‌های وسیع تری سکنی گزیدند. به دنبال این فرایندها، وحدت اولیهٔ قوم کارتولی در اوایل هزارهٔ دوم پیش از میلاد حضرت عیسی (ع) از هم گسست و به چهار گروه تقسیم شدند: کارتولی، مگرلی، سوان و لاز، که به دنبال آن گویش‌های کارتولی، مگرولی، سوانوری و لازوری شکل گرفت. کارتولی‌ها در شرق، مگرلی‌ها در غرب، سوان‌ها در شمال غربی و لازها در جنوب غربی گرجستان (که امروزه جزو خاک ترکیه محسوب می‌شود) ساکن شدند.
از لحاظ فرهنگ، گرجستان به دو بخش اصلی شرقی و غربی تقسیم می‌شود که هر کدام با توجه به شرایط اقلیمی و محیطی، سیمای اقتصادی، اجتماعی و فرهنگی خاص خود را دارد. به همین دلیل از هزارهٔ دوم پیش از میلاد مسیح دو نوع فرهنگ در گرجستان مشاهده شده که فرهنگ خاص غرب گرجستان را فرهنگ کولخی و فرهنگ شرق گرجستان را فرهنگ کارتلی نامیده‌اند.
دو فرهنگ یاد شده موجب شکل‌گیری دو اتحادیهٔ اصلی گرجستان یعنی اتحادیه گرجستان غربی (متشکل از طوایف مگرلی، سوان و لاز) و گرجستان شرقی (متشکل از طایفهٔ کارتولی) گردید که بعدها پایهٔ دو ایالت گرجستان بر این اساس پایه‌ریزی شد. از آن پس قلمرو سلطنت کولخیس، گرجستان غربی و قلمرو سلطنت ایبریا گرجستان شرقی بود.
شرایط مناسب و مستعد جغرافیایی و اقلیمی گرجستان، قرار گرفتن آن در دو قارهٔ اروپا و آسیا، و همچنین قرار گرفتن در بین دو حوضهٔ دریایی بزرگ دریای سیاه و دریای خزر، و نیز واقع شدن آن در مرز دو حوضهٔ دینی مهم اسلام و مسیحیت موجب شده‌است تا این کشور از بامداد تاریخ تاکنون مورد توجه جهانیان و محل مواجههٔ فرهنگ و تمدن‌های مختلف باشد. در قرون گذشته به ویژه در قرن ۱۲ و ۱۳ میلادی، تفلیس یکی از مهم‌ترین مراکز فرهنگی به‌شمار می‌آمده‌است.
رجال گرجی نیز در دورهٔ برقراری اتحاد بین جمهوری‌های موسوم به «شوروی»، در مقایسه با سایر جمهوری‌ها، از اهمیت بیشتری برخوردار بودند. استالین رهبر جماهیر متحد شوروی، یک فرد گرجی بود. روستاولی، چاوچاوادزه و ده‌ها تن دیگر از ادیبان و دانشمندان گرجی، نام‌های آشنایی در قلمرو شوروی سابق و نیز در مقیاس‌های جهانی هستند. مکاتب علمی گرجستان شهرت جهانی برخوردار است. نیکولوز موسخلیشویلی از جمله کسانی است مکتب علمی خاصی را بنیان نهاده‌اند. وی بنیان‌گذار مکتب تئوری «ریاضی ارتجاع» است.

## تأثیر و تأثّر فرهنگ‌ها
گرجستان بین رشته کوه‌های قفقاز و بخش غربی قفقاز جنوبی واقع شده‌است. این کشور از غرب تا دریای سیاه امتداد دارد و از این طریق با فرهنگ‌های ملل غربی جهان باستان (یونان و روم) پیوند داشته‌است. در جنوب و جنوب غربی با ملل ترک آسیای صغیر همسایه است که زمانی قدرت برتر منطقه بوده‌اند. از شرق، توسط قلمرو آذربایجان با ایران ارتباط داشته و سال‌های زیادی تحت تأثیر فرهنگ یکدیگر بوده‌اند به‌طوری‌که در زبان معاصر گرجی و زبان معاصر فارسی تعداد زیادی کلمات مشترک وجود دارد. گرجی‌ها با برخورداری از موقعیت جغرافیایی خود توانسته‌اند در طول تاریخ ضمن حفظ هویت ملی و فرهنگی خود بر غنای فرهنگی شان بیفزایند. اگرچه موقعیت چهارراهی این سرزمین سبب عبور فاتحان تاریخ از غرب به شرق و از شرق به غرب و در نتیجه دستیازی و در بسیاری موارد ویرانی این سرزمین توسط بیگانگان شده‌است. گرجستان به علت موقعیت خاص جغرافیایی خود طی دوران‌ها و قرن‌های متمادی عرصهٔ کشمکش‌ها و رقابت‌های دولت‌های پر قدرت زمان بوده و در مرکز یکی از حساس‌ترین مناطق دستخوش تلاطم‌های گوناگون سیاسی و مذهبی و اقتصادی جای داشته‌است. گرجستان یکی از چند کشوری است که پیوسته در معرض داد و ستد فکری و فرهنگی شرق و غرب بوده و از هر دو منبع سرشار علم و فرهنگ الهام می‌گرفته‌است. گرجی‌ها در سراسر تاریخ، نوجو و نویسنده بودند، ولی همواره سعی می‌کردند که پای بند به اصالت قومی خود باشند و عناصر نو را با مبادی ریشه دار وفق دهند و به آن پیوند زنند. آنان بدین سان فرهنگ مادی و معنوی ویژهٔ گرجی را که از خصوصیات فرهنگ ملی بهره‌مند است به وجود آورده‌اند.
با وجود سیاست حاکم بر جمهوری‌های متحد شوروی، که عمدتاً در جهت تضعیف و نابودی هویت ملت‌ها برنامه‌ریزی شده بود، گرجی‌ها در وفا داری به هویت ملی خود مقاومت زیادی از خود نشان دادند. مخالفت با سیاست «روسی سازی» هیئت حاکمهٔ شوروی در سال ۱۹۵۶، تظاهرات خیابانی در اعتراض به قانون اساسی جدید شوروی در سال ۱۹۷۸ که در آن از به رسمیت شناختن زبان گرجی سخنی به میان نیامده بود و موفقیت گرجی‌ها به گنجاندن خواستهٔ خود در قانون اساسی جدید از نمونه‌هایی است که می‌توان به آن اشاره کرد. به‌طور کلی، گرجی‌ها، به علت سطح بالای فرهنگ خود، مایل هستند خود را در زمرهٔ ممالک اروپایی بدانند و هم‌اکنون نیز گرایش فرهنگی و همچنین ساسی آنان بیشتر به سمت اروپاست. به‌طور کلی فرهنگ گرجی‌ها را می‌توان متأثر از یونان باستان، امپراتوری روم و امپراتوری بیزانس دانست.

## سطح علمی و فرهنگی جامعه
در رتبه‌بندی کشورها بر اساس سواد، گرجستان در جایگاه اول قرار می‌گیرد، طبق بررسی‌های آماری سال ۲۰۰۷ تمامی جمعیت بزرگسال گرجستان (۱۵ سال و بالاتر) با سواد هستند. دانشمندان رشتهٔ ریاضیات گرجستان مانند «موسخلیشویلی»، «کوپرادزه» و «وکوا» در کشورهای خارجی نیز مشهور می‌باشند. کارهای علمی دانشمندان گرجی مربوط به قابلیت ارتجاع، معادلات انتگرال، مسائل مربوز به حدود در عملیات تحلیلی و همچنین معادلات دیفرانسیل نوع بیضی در توپولوژی، دارای اهمیت علمی و ارزش فوق‌العاده‌ای هستند، که در مرکز پژوهش‌های علمی انجام می‌شوند. در مراکز پژوهشی رشتهٔ نجوم که در نقاط مرتفع کوهستانی قرار دارند، مسائل مربوط به فیزیک نور و تشعشعات کیهانی مطالعه می‌شود. در سال ۱۹۵۹ میلادی رآکتور اتمی پژوهشی شروع به فعالیت کرد. با این رآکتور مطالعات مربوط به تشعشعات رادیواکتیویته انجام می‌گیرد.
کارهای اکتشافی و تجسمی در رشته جدید علم یعنی سیبرنتیک فیزیکی با موفقیت توسعه می‌یابند. گروه کارکنان انستیتوی سیبرنتیک بیش از ۵۰ طرح مختلف به وجود آورده ند که ۲۵ فقره از آن‌ها برای نخستین بار در دنیا به کار برده می‌شود.
بررسی قطب‌های الکترومغناطیسی و جاذبهٔ زمین، پدیده‌های زلزله‌ای، ساختمان و ترکیب قشر فوقانی بر طبق معلومات و اطلاعات ژئوفیزیکی، تکمیل اکتشافی ژئوفیزیکی، رادیواکتیویته، سنگ‌های کانی و چشمه‌های آب معدنی، فیزیک، بارندگی و ابرها، حالات گوناگون و شدت تشعشعات کیهانی، فهرست تقریبی مسائلی است که بر طبق آن‌ها کارهای علمی و پژوهشی در رشتهٔ ژئوفیزیک در گرجستان انجام می‌گیرد. ایجاد اسلوب و وسایل فنی برای حل مسائل مربوط به مبارزه با تگرگ زدگی از موفقیت‌های بزرگ ژئوفیزیک دانان گرجی به‌شمار می‌آید. تلاش شیمیدانان گرجی در سال‌های اخیر به مطالعه و استفاده صحیح از انواع جدید شیمیایی معطوف بوده‌است. روش استخراج ید از آب چاه در صنایع معمول شده‌است. طریقهٔ بدست آوردن مواد سولفیدی از کات کبود با استفاده از اتوکلاو، مورد بررسی قرار گرفته و برای بهره‌برداری آماده شده و نیز تکنولوژی منحصر به فردی در زمینهٔ تولید پرمنگنات پتاسیم و.. ایجاد گردیده است.
در رصدخانهٔ آباستومانی که «ی. خارادزه» ریاست آن را بر عهده دارد، پژوهش‌های مهمی در زمینهٔ بررسی فضای بین ستارگان، ساختمان عالم افلاکی یا کهکشان‌های جو فوقانی و در خصوص فواید نور خورشید به عمل می‌آید. اخترشناسان گرجی کاتالوگ‌های بزرگی به وجود آورده‌اند که رنگ بیش از ۱۵۰۰۰ ستاره کم نور تاریکی‌ها و مه آلودگی‌های برون کهکشانی در آن‌ها نشان داده شده‌است و نیز اسلوب مؤثری برای بررسی تراکم مکانی ستارگان یافته‌اند که در کارهای اخترشناسان مورد استفاده قرار می‌گیرد.
انستیتوی مکانیک ساختمان و مقاومت در برابر زلزله، پژوهش‌هایی را در زمینهٔ زلزله نگاری به مقیاس سراسری انجام می‌دهند. دانشمندان گرجستان در رشتهٔ انرژی سهم بسیار گران بهایی در این زمینه دارند. ماشین‌های محاسباتی پیشرفته و کامپیوترهایی که توسط دانشمندان گرجی طراحی و ساخته شده‌اند، در بسیاری از موسسات صنعتی با موفقیت کار می‌کنند. نیروگاه رامین اهواز در ایران که یک نیروگاه از نوع روسی است، (تأسیس در زمان برقرای اتحاد بین جمهوری‌های شوروی) مجهز به سیستم کنترل کامپیوتری است و این سیستم کامپیوتری ساخت گرجستان است که با موفقیت در حال بهره‌برداری می‌باشد. کارشناسان و مهندسان نیروگاه مذکور با استفاده از این سیتم کامپیوتری آخرین اطلاعات لازم راجع به کار نیروگاه را کسب می‌کنند و به تجزیه و تحلیل آن می‌پردازند.
تکنولوژی الکترونیک به سرعت در حال رشد است و در امور تولیدی عمیقاً مورد استفاده قرار می‌گیرد. پژوهش‌هایی که مرحوم دوالی در زمینهٔ تئوری عملی تراکتورها، اتومبیل‌ها و موتورهای گوناگون که برای شرایط محل‌های مرتفع کوهستانی ساخته می‌شوند انجام داده، بسیار ثمربخش واقع شده‌است. تحقیقات و بررسی‌های انستیتوی متالورژی در زمینهٔ تولید آهن و فولاد در کوره‌های بستهٔ الکتریکی و نیز کارهای گروه طراح نخستین ماشین برداشت محصول چای بسیار شهرت دارد.
در زمینهٔ زراعت و دامپروری مکانیزه کردن کشاورزی، کارهای علمی مهمی صورت می‌گیرد. علم بیوشیمی گرجستان در زمینهٔ پرورش مو و تاک انگور و بوتهٔ چای و فرآوری این محصول یکی از برجسته‌ترین مقام‌ها را در جهان کسب کرده‌است. یک سلسله کار در زمینهٔ نقشه نگاری جغرافیایی و شناسایی آب و هوای مناطق و هیدرولوژی گرجستان توسط انستیتوی جغرافیای گرجستان انجام یافته‌است. دانش پزشکی نیز در حال پیشرفت است.
مکتب فیزیولوژیست‌های مسائل مهم و مبرم فیزیولوژی یعنی مسئلهٔ حافظه مورد مطالعه قرار دارد. آخرین موفقیت فیزیولوژیست‌های گرجی در سال ۲۰۰۹ عبارت است از مطالعهٔ مکانیسم‌های عصبی که به انسان و حیوان اجازه می‌دهند تا در فضا موقعیت خود را درک و جهت یابی کنند. دانشمندان گرجی در فعالیت‌های علمی بین‌المللی در کارهای علمی سازمان‌های گوناگون بین‌المللی و فرهنگی مشارکت دارند. دانشمندان خارجی نیز متقابلاً در حیات علمی گرجستان شرکت می‌کنند. مونو گرافی‌ها و تألیفات دانشمندان گرجی در رومانی، یوگسلاوی، اسلواکی، جمهوری چک، جمهوری خلق چین، ایتالیا، آلمان، فرانسه، بریتانیای کبیر، ایالات متحدهٔ آمریکا و… طبع و نشر می‌گردد.